# Tardelcuende
Tardelcuende és un municipi de la província de Sòria, a la comunitat autònoma de Castella i Lleó. Limita amb Quintana Redonda al nord i oest, amb Almazán a l'est, amb Matamala de Almazán al sud i amb Fuentepinilla a l'oest.

## Personatges il·lustres
- Juan Antonio Gaya Nuño, escriptor